# Rejon konotopski
Rejon konotopski (ukr. Конотопський район, Konotops'kyj rajon, wym. konoˈtɔpsʲkɪj rɑˈjɔn̪) – jednostka administracyjna wchodząca w skład obwodu sumskiego Ukrainy.
Rejon utworzony w 7 września 1923 roku, ma powierzchnię 1667 km². Siedzibą władz rejonu jest Konotop.
Do 2020 roku na terenie rejonu znajdowały się 1 miejska rada, 1 osiedlowa rada i 29 silskich rad, obejmujące w sumie 75 wsi i 7 osad.
Po reformie podziału administracyjnego od 17 lipca 2020 roku na terenie rejonu znajduje się 4 miejskie rady, 1 osiedlowa rada i 3 silskie rady:
- Konotopska miejska rada[3].
- Królewiecka miejska rada[4].
- Putywelska miejska rada[5].
- Buryńska miejska rada[6].
- Dubobriaziwska osiedlowa rada[7].
- Boczeczkiwska silska rada[8].
- Nowosłobodowska silska rada[9].
- Popiwska silska rada[10].